# Kaare Barslund
Kaare Brøckner Barslund (* 23. März 2004) ist ein dänischer Fußballspieler. Er spielt in Schweden bei IF Brommapojkarna und ist dänischer Nachwuchsnationalspieler.

## Karriere

### Vereinsfußball
Kaare Barslund begann mit dem Fußballspielen bei Helsinge SI, bevor er in die Akademie des FC Nordsjælland wechselte. Am 31. August 2022 gab er im Alter von 18 Jahren sein Pflichtspieldebüt für die Profimannschaft, als er beim 3:0-Sieg im dänischen Pokal bei BK Frem Kopenhagen mit Beginn der zweiten Halbzeit für Ulrik Yttegård Jensen eingewechselt wurde. In der nächsten Runde im Wettbewerb, als der FC Nordsjælland am 12. Oktober 2012 bei Ballerup Skovlunde Fodbold antrat, gelang Barslund ein Doppelpack, womit er zum 5:0-Auswärtssieg beitrug. Der Verein erreichte das Halbfinale und schied dort gegen den FC Kopenhagen aus, in der Liga kam er zu lediglich einem Einsatz. Der FC Nordsjælland qualifizierte sich für die Conference League und erreichte dort die Gruppenphase, nachdem man sich in der Qualifikation gegen den FCSB Bukarest sowie gegen Partizan Belgrad durchsetzen konnte. In den Gruppenspielen hießen die Gegner Fenerbahçe Istanbul, Ludogorets Rasgrade sowie Spartak Trnava und der „FCN“ schied trotz dreier Siege (darunter ein 7:1 gegen Ludogorets und ein 6:1 gegen „Fener“) als Gruppendritter aus. Kaare Barslund war hierbei sowohl in der Qualifikation als auch in der Gruppenphase zu jeweils einem Einsatz gekommen. Beim FC Nordsjælland konnte er sich nicht durchsetzen und im März 2024 verließ er schließlich seine Heimat.
Denn Barslund ging nach Schweden zu IF Brommapojkarna.

### Nationalmannschaftskarriere
Kaare Barslund spielt derzeit für dänische Nachwuchsnationalmannschaften und trug das Trikot seines Herkunftslandes bisher in den Altersklassen U16, U17, U18, U19 und U20.